# Aglaonema
Aglaonema (Aglaonema) je rod rostlin z čeledi árónovité. Jsou to vytrvalé byliny s přímým nebo plazivým stonkem a jednoduchými, často různě skvrnitými nebo kolorovanými listy. Květy jsou drobné, jednopohlavné, bezobalné, uspořádané v palici obklopené jednoduchým toulcem. Plodem jsou bílé nebo žluté až červené bobule, uspořádané v chudém plodenství.
Rod zahrnuje 21 druhů a je rozšířen v tropické a subtropické Asii od severovýchodní Indie po Novou Guineu.
Aglaonemy jsou vzhledem k dekorativnímu olistění často pěstovány v tropech, subtropech a sklenících botanických zahrad jako okrasné rostliny. Mají též význam v domorodé medicíně.

## Charakteristika
Většina druhů aglaonem má vzpřímený stonek, což je znak který není pro árónovité typický a lze jej jinak nalézt v převažující míře jen u rodů difenbachie a Montrichardia, řidčeji u některých nemnohých zástupců jiných rodů (např. některé filodendrony a alokázie). Jak stonek aglaonemy roste, spodní listy opadávají a olistěný je pak jen vrchol stonku. Dva druhy se však tomuto modelu vymykají: A. brevispathum a A. costatum. Stonek těchto druhů je větvený a plazí se po povrchu půdy, v přírodních podmínkách je však často zapadaný listovým opadem a může působit jako podzemní. U některých robustnějších, primárně vzpřímených druhů (např. A. marantifolium) se v pozdnějším věku rostlin často stává, že si rostlina vlastní vahou lehá a stonek je pak vystoupavý.

## Popis
Aglaonemy jsou vytrvalé, stálezelené byliny. Stonek je buď vzpřímený a pak většinou nevětvený, nebo řidčeji plazivý a větvený. Plazivé stonky často v uzlinách kořenují. Na neolistěných částech stonku jsou kruhové listové jizvy. Listy jsou nahloučené na konci stonku, čepel je většinou delší než řapík, obvykle vejčitě až úzce eliptická, řidčeji široce vejčitá nebo čárkovitá, často stříbřitě žíhaná nebo variegátní, s klínovitou nebo zaokrouhlenou, výjimečně srdčitou bází. Žilnatina je zpeřená, u některých druhů nezřetelná, postranní žilky se u okraje čepele spojují do sběrné žilky.
Květenstvím je jako u většiny árónovitých palice obalená toulcem. Toulec je zelený nebo bílý, opadavý nebo vytrvalý, vejčitý až téměř okrouhlý, člunkovitého tvaru až svinutý, na bázi sbíhavý. Palice má válcovitý až kyjovitý tvar a může být kratší nebo delší než toulec. Květy jsou jednopohlavné, bezobalné. Zóna samičích květů bývá krátká, složená jen z několika květů, u některých druhů oddělená od samčích květů zónou sterilních květů se staminodii.
Samčí květy obsahují 4 volné tyčinky. V samčích květech je jednoplodolistový semeník obsahující jediné vajíčko a nesoucí krátkou čnělku zakončenou širokou, diskovitou bliznou. Plodem je zprvu zelená, později žlutá, bílá nebo červená elipsoidní bobule obsahující velké semeno.

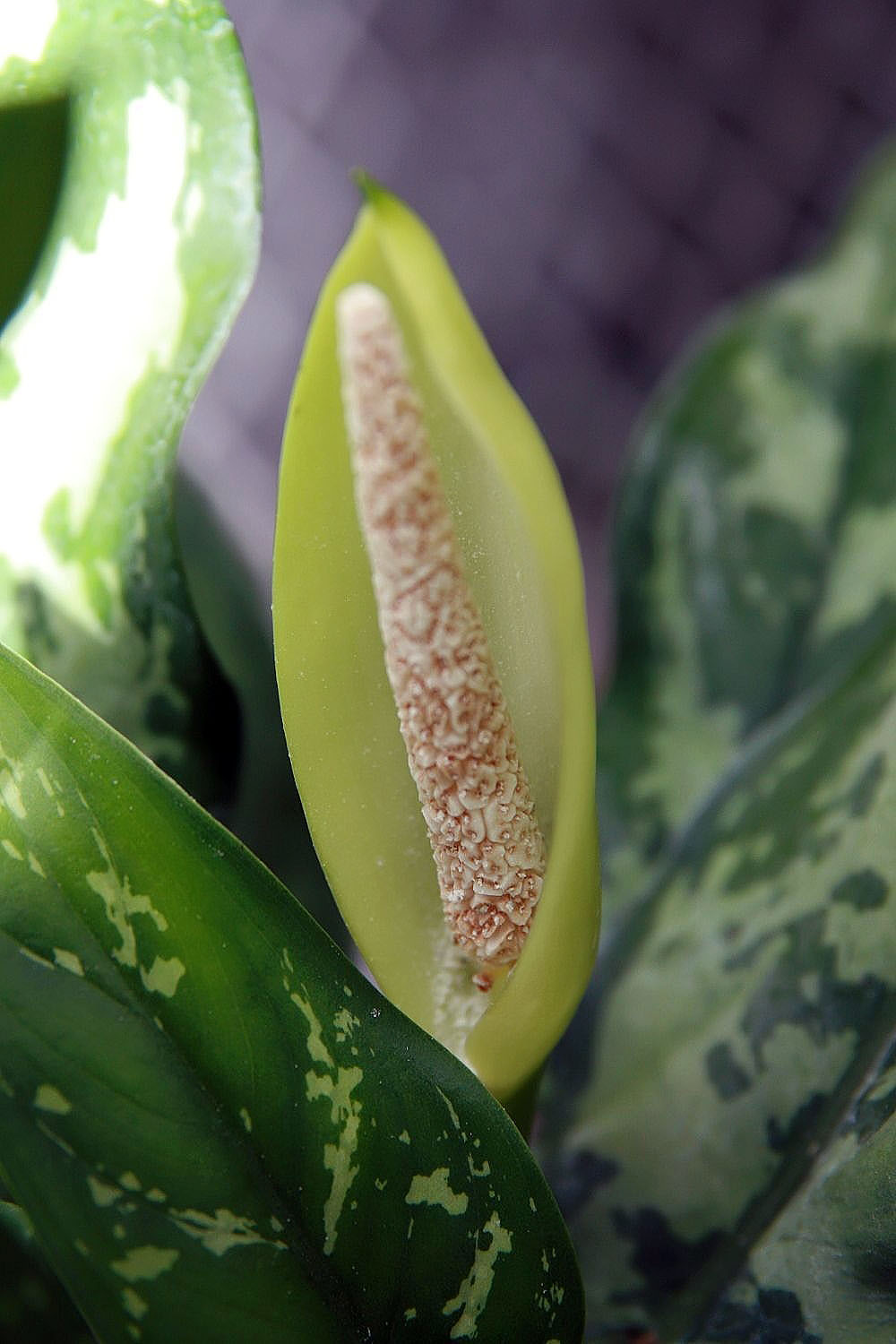
Květenství Aglaonema 'Maria Kristina'
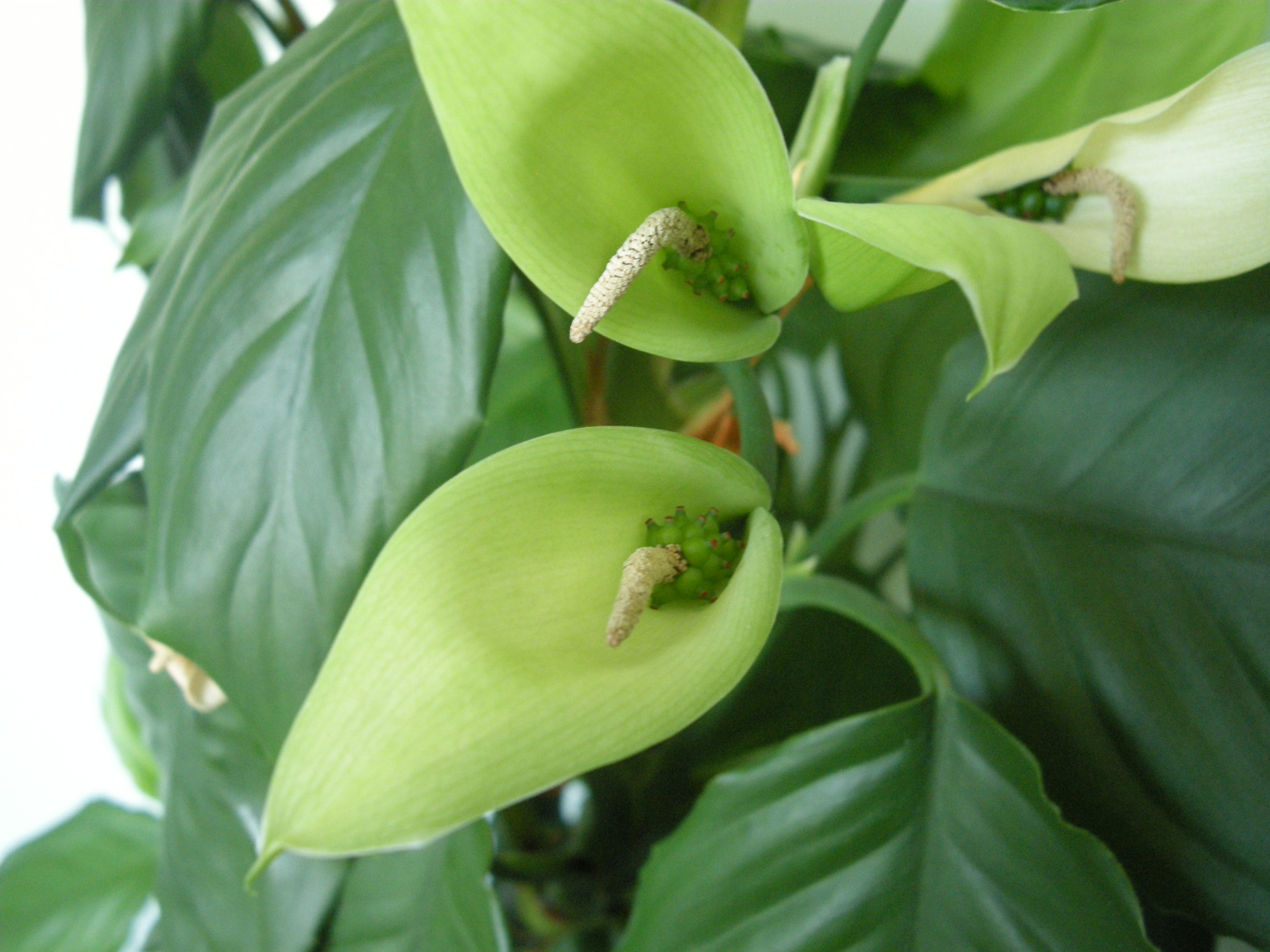
Kvetoucí Aglaonema simplex
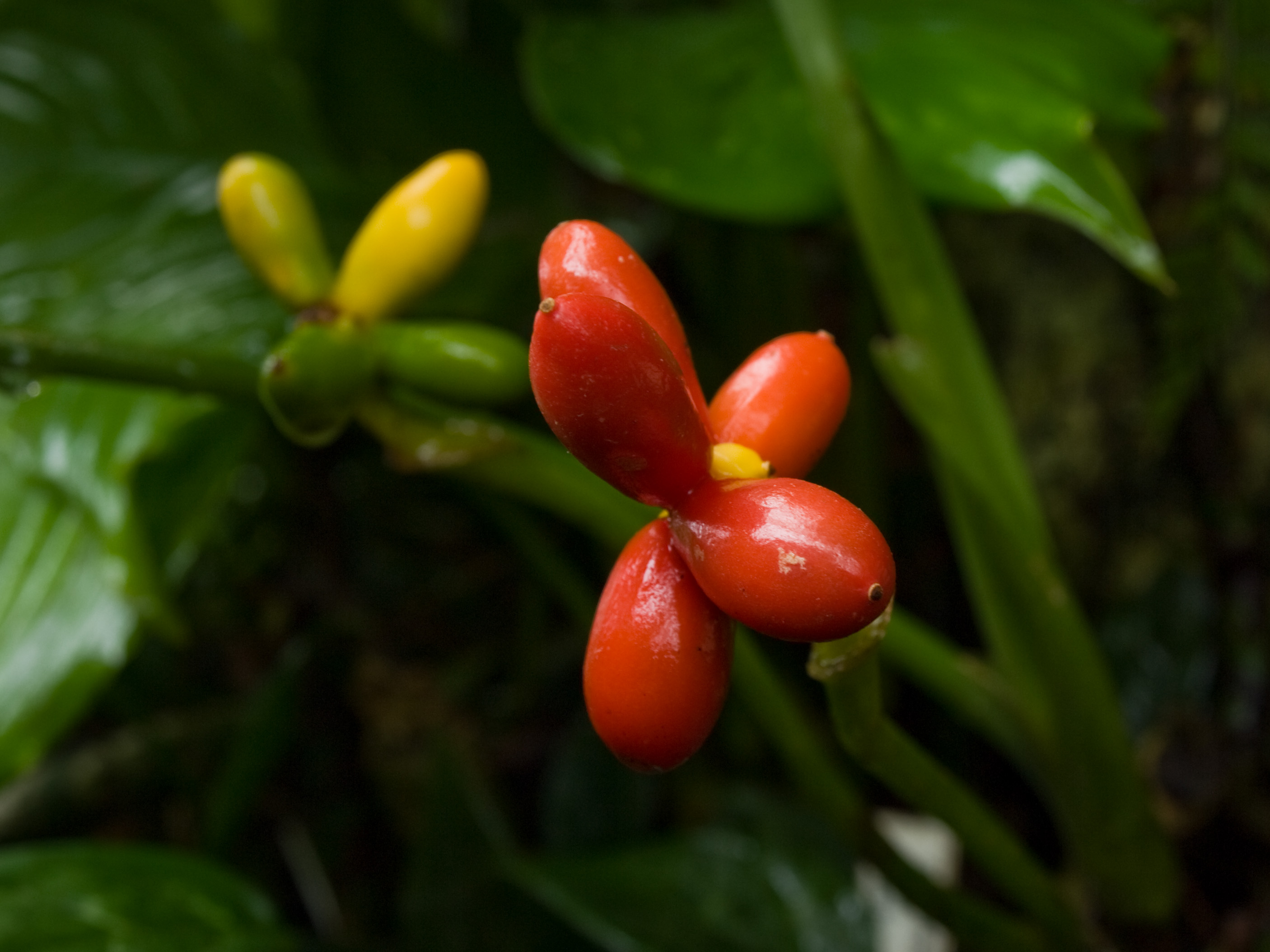
Plody Aglaonema commutatum

## Rozšíření
Rod aglaonema zahrnuje 21 druhů. Je rozšířen v tropické a subtropické Asii. Areál sahá od severovýchodní Indie přes jižní Čínu, Indočínu a jihovýchodní Asii po Novou Guineu. Největší počet druhů roste v jihovýchodní Asii a Indočíně.
Aglaonemy rostou nejčastěji v podrostu vlhkých stálezelených, řidčeji i opadavých tropických lesů. Některé druhy rostou i na vápencových podložích, vulkanických horninách nebo rašeliništích.
Druh Aglaonema commutatum pochází z Filipín a severního Celebesu, vlivem pěstování však zdomácněl i v některých jiných částech tropů.

## Ekologické interakce
Jako hlavní opylovači květů aglaonemy byly zjištěny drobné mušky z čeledi octomilkovití. Znaky na květech některých druhů svědčí o pravděpodobném opylování brouky.

## Jedovatost
Aglaonemy obsahují podobně jako četní jiní zástupci árónovitých v tkáních rafidy šťavelanu vápenatého. Nebezpečí hrozí především domácím zvířatům žvýkajícím listy. Otrava se projevuje podrážděním sliznic ústní dutiny a trávicího traktu, zvýšeným sliněním a zvracením. Lékařské ošetření je zřídka potřeba a prognóza bývá vesměs příznivá.

## Taxonomie
Rod Aglaonema je v rámci čeledi Araceae řazen do podčeledi Aroideae a tribu Aglaonemateae. Tento malý tribus zahrnuje mimo rodu Aglaonema již jen monotypický rod Aglaodorum, pocházející rovněž z tropické Asie.

## Význam
Mnohé druhy aglaonem jsou pěstovány v tropických a subtropických zahradách a ve sklenících botanických zahrad jako okrasné rostliny ozdobné listem. Byla vypěstována též celá řada okrasných kultivarů a různých kříženců. Mezi často pěstované druhy náleží např. Aglaonema commutatum nebo A. costatum. Druh A.modesta je v čínské medicíně používán zevně při ošetřování hadího uštknutí, bodnutí hmyzem, opuchlin či vředů.

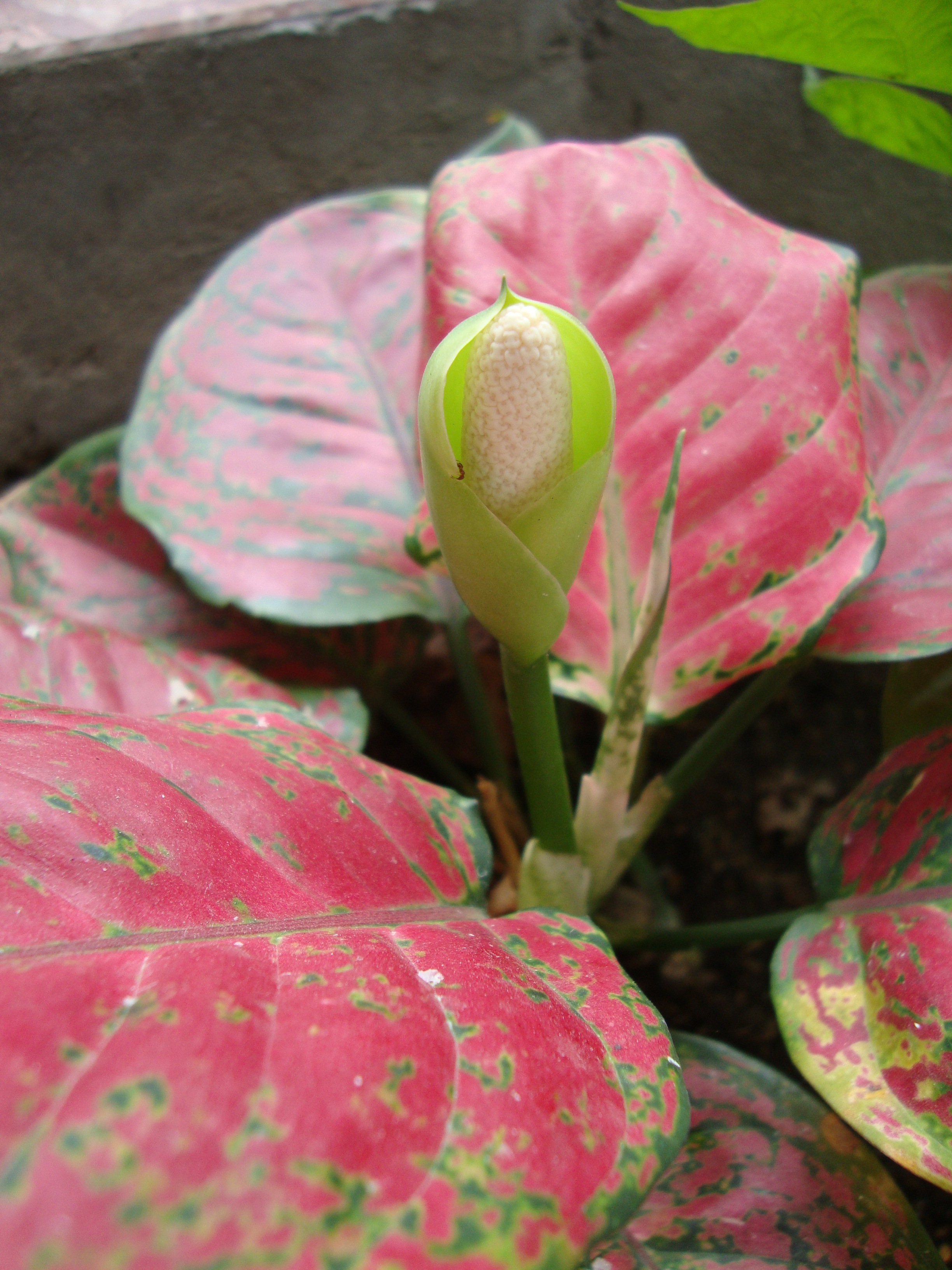
Kultivar 'Valentine'
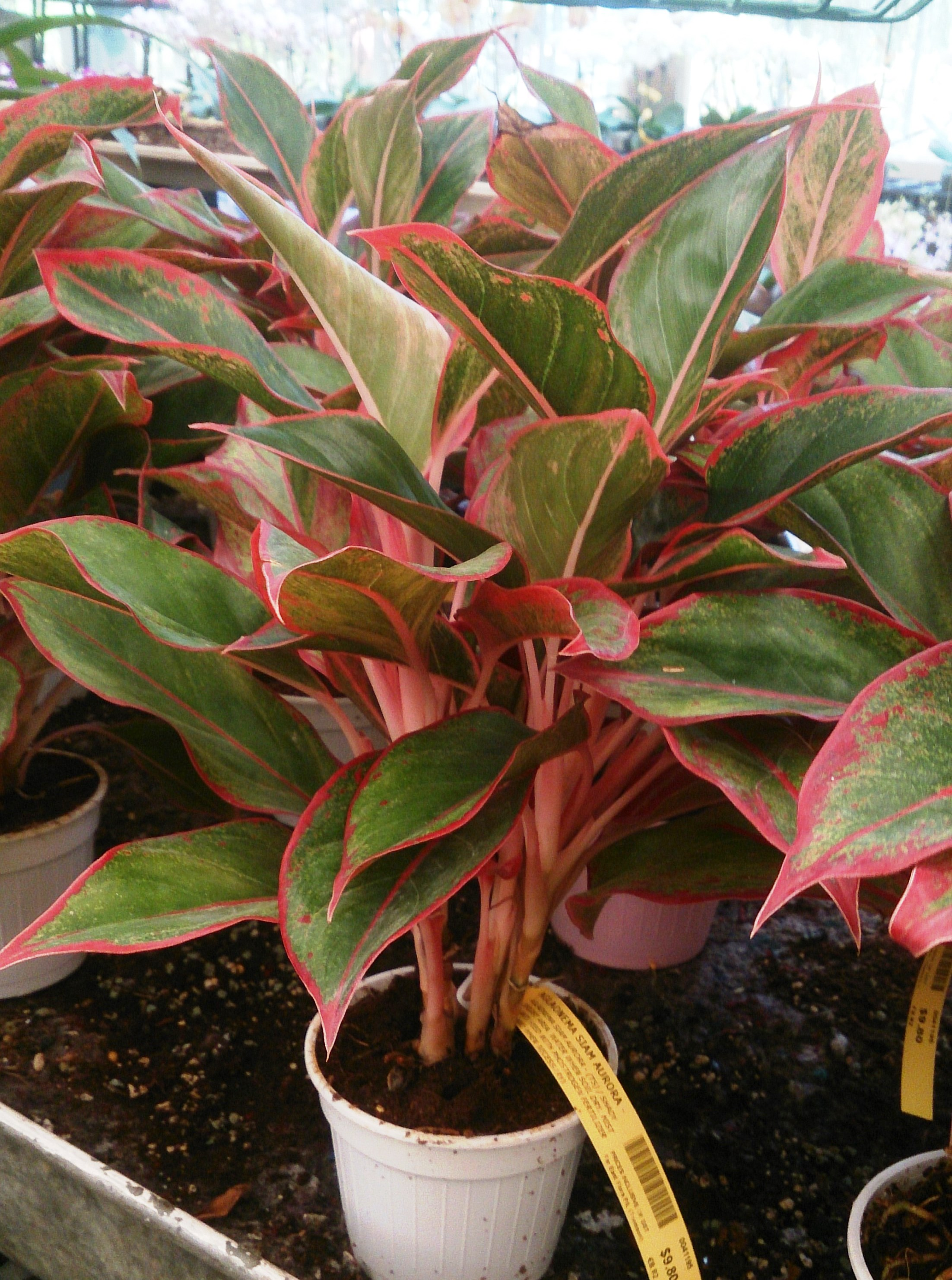
Kultivar 'Siam Aurora'
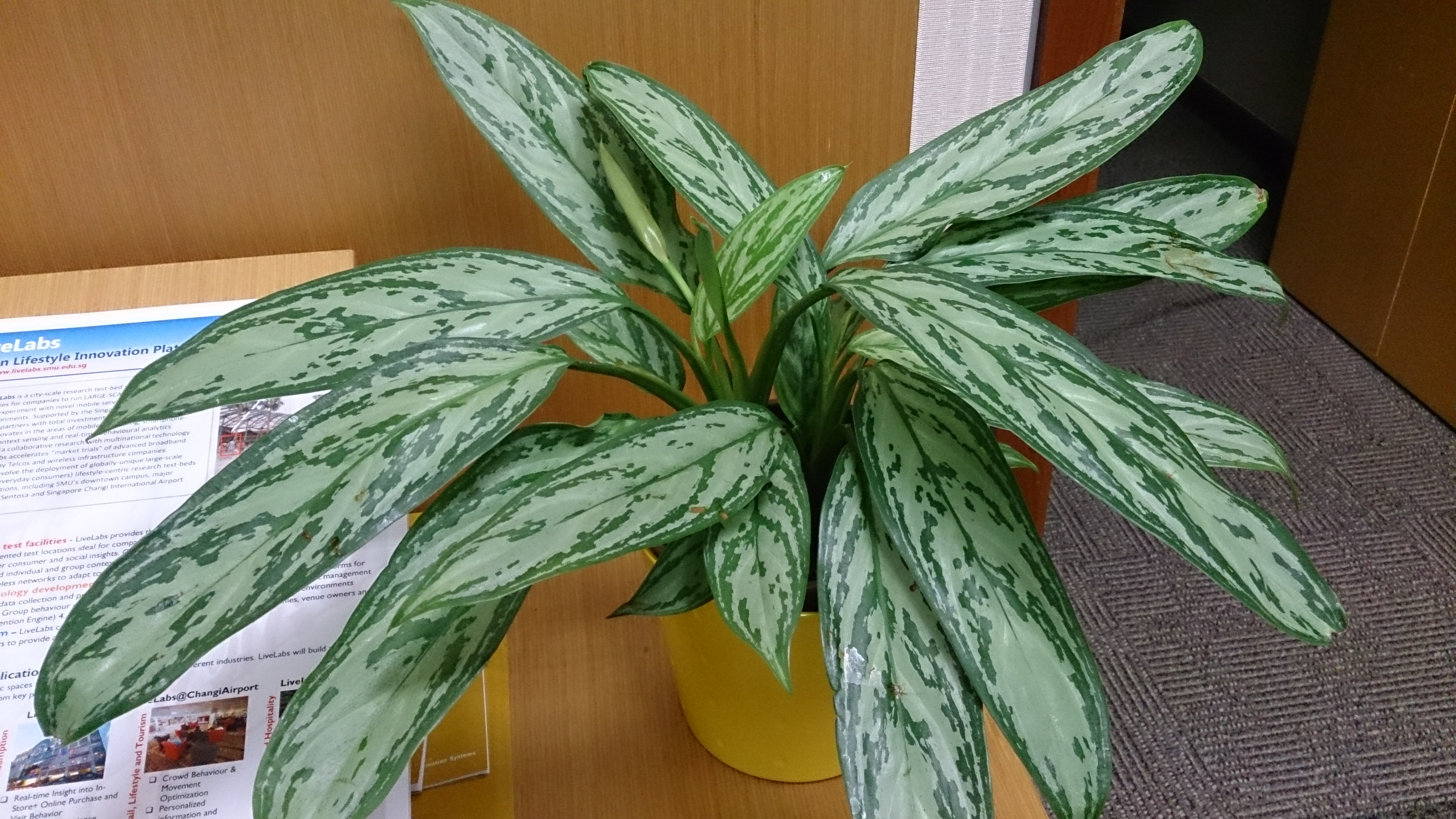
Aglaonema nitidum 'Silver Queen'